# Semiothisa agnitaria
Semiothisa agnitaria là một loài bướm đêm trong họ Geometridae.